# Conus distans
Conus distans é uma espécie de gastrópode do gênero Conus, pertencente à família Conidae.

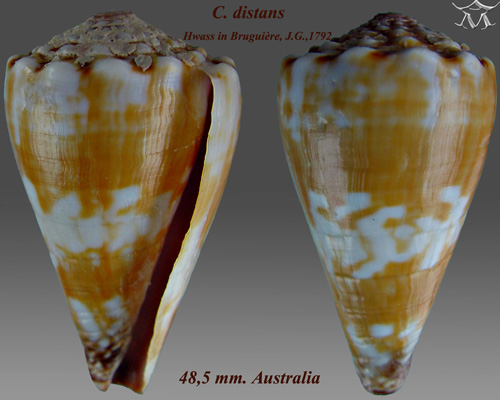